# جان کوین (فوتبال)
جان کوین (انگلیسی: John Coyne؛ زادهٔ ۱۸ ژوئیهٔ ۱۹۵۱) بازیکن فوتبال اهل استرالیا است.
از باشگاه‌هایی که در آن بازی کرده‌است می‌توان به باشگاه فوتبال ترانمره راورز، باشگاه فوتبال هارتل پول یونایتد، باشگاه فوتبال استوک‌پورت کانتی، و باشگاه فوتبال ویگان اتلتیک اشاره کرد.
وی همچنین در تیم ملی فوتبال استرالیا بازی کرده‌است.